# Лебредо Саррагоития, Херардо
Херардо Лебредо Саррагоития (исп. Gerardo Lebredo Zarragoitia; род. 3 августа 1950, Гавана) — кубинский шахматист, международный мастер (1977). Тренер ФИДЕ (2005).
Чемпион Кубы 1977 года (совместно с Х. Л. Вилела де Акунья и Х. Ногейрасом).
В составе сборной Кубы участник 2-х Олимпиад (1970, 1978).

## Изменения рейтинга
| Графики недоступны из-за технических проблем. См. информацию на Фабрикаторе и на mediawiki.org. |